# Sinfonia
Pour les articles homonymes, voir Sinfonia (homonymie).
Sinfonia est le mot italien équivalent à symphonie. Cependant, lorsqu'on parle en français d'une « sinfonia » ce terme signifie un genre musical différent et chronologiquement antérieur à la symphonie.
Dans le Syntagma musicum, de Michael Prætorius, il nous est dit que la sinfonia comporte au moins 5-6 voix et qu'elle sert à introduire de la musique vocale, sacrée ou profane. Mais il semblerait qu'il en ait existé à 3 voix, menant vers la sonate en trio.
On trouve aussi le terme de sinfonia pour désigner une pièce musicale annonçant le début d'un opéra, et n'ayant aucun lien dramatique avec celui-ci. Cette pratique se codifiera en une forme pavane/gaillarde, par exemple chez Monteverdi, dans Il ritorno d'Ulisse in patria (1641), et L'incoronazione di Poppea (1643).
Vers 1680, en Italie, on trouve deux tendances :
- à Rome, la sinfonia a plutôt pour modèle le concerto grosso de Corelli, de forme AB (Largo-Allegro) avec soliste ;
- à Venise, elle se rapproche plutôt du concerto Vivaldien, de forme ABC (Allegro-Largo-Allegro), aussi avec présence de solistes.

En France, cela prend rapidement la forme de l'ouverture à la française, à savoir AB, A étant binaire, solennel et en rythmes pointés, et B de rythme ternaire et de style fugué.
En Angleterre, Händel va opérer une synthèse, en gardant la forme française et en ne renonçant pas à la présence de solistes.
Pour ce qui est des sinfonie hors du contexte de l'opéra, on en voit une des premières apparitions avec Salomone Rossi, en 1607, dans son Primo Libro delle Sinfonie et Gagliarde. Cette pratique mènera vers des formes indépendantes de musique instrumentale telles la sonate en trio.
Ainsi, les cantates de Bach commencent souvent par un court mouvement purement instrumental nommé « sinfonia » (et dans le cas des cantates BWV 52, 174, et 207, les « sinfonie » sont reprises comme mouvements dans les Concertos brandebourgeois 1 et 3).
L'utilisation du terme Sinfonia disparait avant la fin du XVIIIe siècle.